# Ford County (Illinois)
Das Ford County ist ein County im US-amerikanischen Bundesstaat Illinois. Im Jahr 2010 hatte das County 14.081 Einwohner und eine Bevölkerungsdichte von 11,2 Einwohnern pro Quadratkilometer. Der Sitz der Countyverwaltung (County Seat) ist in Paxton.

## Geografie
Das County liegt im mittleren Nordosten von Illinois. Es hat eine Fläche von 1260 Quadratkilometern, wovon ein Quadratkilometer Wasserfläche ist. An das Ford County grenzen folgende Nachbarcountys:
|                   | Kankakee County  |                  |
| Livingston County |                  | Iroquois County  |
| McLean County     | Champaign County | Vermilion County |

## Geschichte

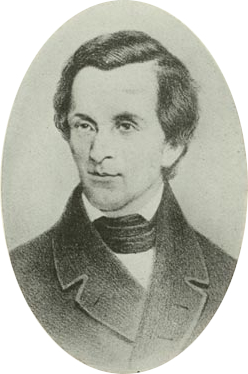
Thomas Ford

Das Ford County wurde am 17. Februar 1859 aus Teilen des Vermilion County als 102. County in Illinois gebildet und ist somit das jüngste County. Benannt wurde es nach Thomas Ford, dem achten Gouverneur von Illinois.
Die ersten sesshaften Siedler waren Joshua und Robert Trickel, zwei Brüder aus Ohio. Sie gründeten 1836 Trickel's Grove und kurze Zeit später hatten sie viele neue Nachbarn. Ein weiterer früher Siedler war Michael L Sullivant. Er kaufte Tausende Acres Land und kultivierte es. Einige Jahre später wurde es als die größte Korn-Farm der Welt mit einem Ein-Mann-Management bezeichnet. 1866 kamen auch etliche norwegische Siedler.

Ein weiteres Ereignis in der Geschichte des Ford County war der erste und einzige Erhängte im County. Die Jury befand ihn 1897 für schuldig, eine Frau im Nordwesten von Gibson City getötet zu haben.

## Demografische Daten
Nach der Volkszählung im Jahr 2010 lebten im Ford County 14.081 Menschen in 5638 Haushalten. Die Bevölkerungsdichte betrug 11,2 Einwohner pro Quadratkilometer. In den 5638 Haushalten lebten statistisch je 2,38 Personen.
Ethnisch betrachtet setzte sich die Bevölkerung zusammen aus 97,6 Prozent Weißen, 0,9 Prozent Afroamerikanern, 0,3 Prozent amerikanischen Ureinwohnern, 0,3 Prozent Asiaten sowie aus anderen ethnischen Gruppen; 0,9 Prozent stammten von zwei oder mehr Ethnien ab. Unabhängig von der ethnischen Zugehörigkeit waren 2,4 Prozent der Bevölkerung spanischer oder lateinamerikanischer Abstammung.
23,3 Prozent der Bevölkerung waren unter 18 Jahre alt, 57,8 Prozent waren zwischen 18 und 64 und 18,9 Prozent waren 65 Jahre oder älter. 51,0 Prozent der Bevölkerung war weiblich.
Das jährliche Durchschnittseinkommen eines Haushalts lag bei 48.667 USD. Das Pro-Kopf-Einkommen betrug 23.401 USD. 8,3 Prozent der Einwohner lebten unterhalb der Armutsgrenze.

## Ortschaften im Ford County

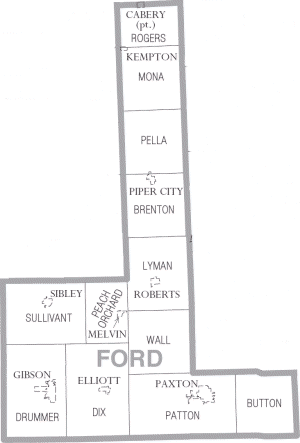
Townships im Ford County

Citys
- Gibson City
- Paxton

Villages
| - Cabery1 - Elliott - Kempton - Melvin | - Piper City - Roberts - Sibley |

Unincorporated Communities
| - Clarence - Derby - Garber - Guthrie | - Harpster - Perdueville - Proctor - Stelle |

1 – teilweise im Kankakee County

## Gliederung
Das Ford County ist in zwölf Townships eingeteilt:
| Township         | Einwohner (2010) | FIPS     |
| ---------------- | ---------------- | -------- |
| Brenton Township | 973              | 17-07978 |
| Button Township  | 281              | 17-10214 |
| Dix Township     | 642              | 17-20110 |
| Drummer Township | 4023             | 17-20799 |
| Lyman Township   | 518              | 17-45252 |
| Mona Township    | 334              | 17-49919 |

| Township               | Einwohner (2010) | FIPS     |
| ---------------------- | ---------------- | -------- |
| Patton Township        | 5358             | 17-58122 |
| Peach Orchard Township | 608              | 17-58317 |
| Pella Township         | 176              | 17-58512 |
| Rogers Township        | 449              | 17-65273 |
| Sullivant Township     | 510              | 17-73521 |
| Wall Township          | 209              | 17-78474 |